# Jean-Martin de Prades

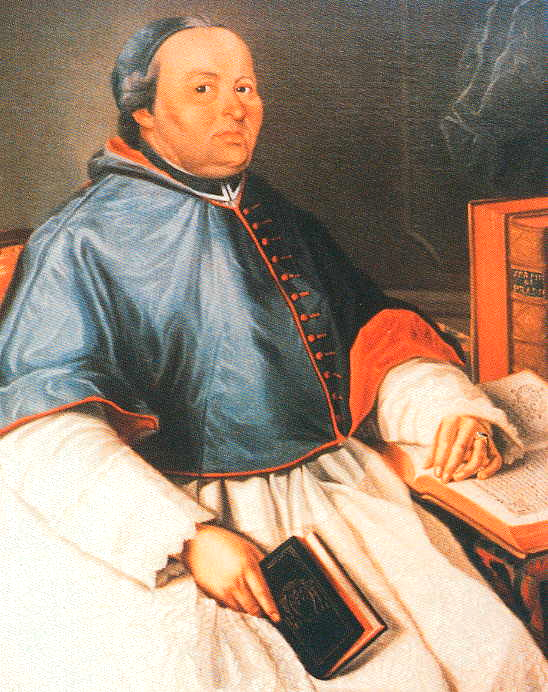
Jean-Martin de Prades

Jean-Martin de Prades, también llamado Abate de Prades (Castelsarrasin, c. 1724; Glogau, 1782) fue un teólogo francés y uno de los enciclopedistas que contribuyeron a la Encyclopédie ou Dictionnaire raisonné des sciences, des arts et des métiers.
Alcanzó notoriedad especialmente con motivo del escándalo sobre su tesis doctoral y el artículo Certitude de la enciclopedia, que dio lugar a una prohibición de la publicación de los dos primeros volúmenes de la Encyclopédie. Después de la quema pública de su disertación y los violentos ataques de los jesuitas, De Prades huyó a Prusia, donde sirvió a Federico II el Grande como lector personal y se desempeñó como su secretario privado. En la Guerra de los Siete Años se le condenó por espionaje para Francia, siendo encarcelado. Tras el fin de la guerra, Federico lo desterró a Silesia, donde murió diecinueve años más tarde.

## Biografía

### Origen y formación teológica
Jean-Martin de Prades provenía de una familia noble de Castelsarrasin, en el suroeste de Francia. Comenzó su educación teológica en la provincia y luego se trasladó a París, donde asistió a los seminarios de Saint Sulpice, Saint-Nicolas-du-Chardonnet y Bons-Enfants. Tras su ordenación como subdiácono, regresó al sur y asistió al seminario de los lazaristas en Montauban, donde fue ordenado sacerdote. Luego estudió en la Sorbona de París y pronto se convirtió en uno de los mejores estudiantes en su campo.

### El escándalo en torno a la tesis doctoral de Jean-Martin de Prades y al artículoCertitude

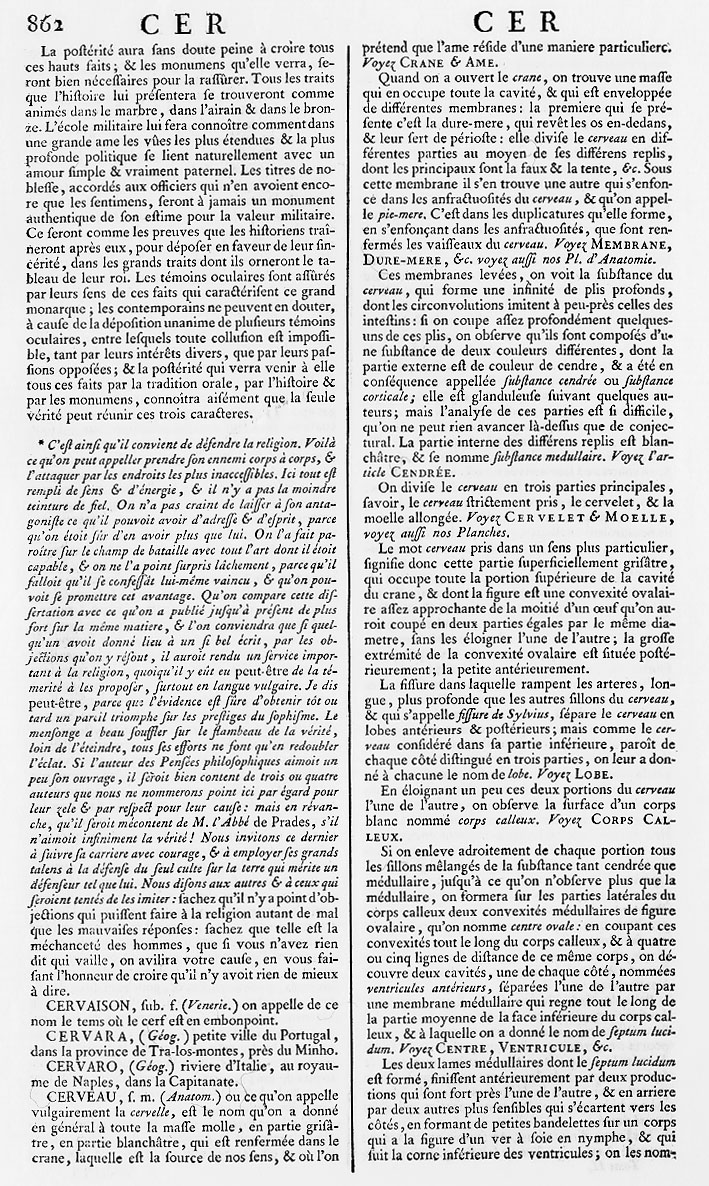
Última página de Certitude en el segundo volumen de la Encyclopédie con palabras finales de admiración de Diderot (columna de la izquierda).

A partir de 1751 compartió un apartamento con Jean Pestré (1723–1821) y Claude Yvon (1714–1791), dos abates que también pertenecían al grupo de colaboradores del primer volumen de la Encyclopédie, publicado en junio de 1751. La participación de De Prades en la enciclopedia incluyó un artículo de quince páginas bajo el lema Certitude, que se publicó en el segundo volumen en enero de 1752. El artículo está enmarcado por una introducción y un epílogo elogioso escritos por Diderot.
En su tratamiento de temas políticos, el artículo sigue una línea de lealtad al rey. De Prades condena el asesinato de Enrique IV de Francia y alaba a Louis XV y la victoria del ejército real en la batalla de Fontenoy. Desde un punto de vista religioso, el artículo ofrecía mayores flancos. Los oponentes de De Prades vieron en él un ataque a la doctrina cristiana al argumentar que también en relación con los milagros se podría alcanzar una certeza racional, por medio de las características de la verdad (marques de verité, en francés).
El verdadero escándalo en torno a las posiciones teológicas de De Prades ya se había desatado en noviembre de 1751 en el transcurso de la disputatio correspondiente al procedimiento de doctorado. En su tesis doctoral, De Prades había establecido una serie de postulados, que condujeron a una fuerte confrontación con representantes de la facultad de teología de la Universidad de París. A consecuencia de esto, el profesor de teología Luke Joseph Hooke tuvo que renunciar a su puesto en la Sorbona. Entre otras cosas, De Prades expresó dudas sobre la secuencia temporal en que ocurrieron los acontecimientos en el libro Moisés y comparó los milagros de salvación de Jesús con los del dios griego de la curación Asklepios. Sin nombrar a quienes le habían servido de ejemplo, De Prades utilizó en largos segmentos el prefacio de la Enciclopedia, Discours Préliminaire, escrito por d'Alembert, así como los Pensamientos filosóficos de Diderot. Con Diderot, De Prades también estaba en contacto personal y se había reunido varias veces para charlar con él.
La comisión de la Facultad de Teología de París, que se ocupó del caso,  declaró el 15 de diciembre que las tesis expuestas en el documento debían ser rechazadas y que el texto estaba sujeto a las regulaciones de censura. Cuando en enero de 1752 se publicó el segundo volumen de la Encyclopédie, los teólogos expresaron su consternación y acusaron a De Prades de herejía. Pocos días después de la publicación de ese volumen de la enciclopedia, la tesis doctoral de De Prades fue quemada públicamente por orden del Arzobispo de París Christophe de Beaumont. De Prades perdió todos sus títulos universitarios. Cuando más tarde el panfleto Les Réflexions d'un franciscain, avec une lettre préliminaire adressée à M.***, auteur en partie du 'Dictionnaire philosophique'   del jesuita Jean-Baptiste Geoffroy reveló las conexiones entre De Prades, Pestre, Yvon y Diderot y corrieron rumores de una conspiración enciclopedista, De Prades, Pestre e Yvon huyeron al extranjero.
El 7 de febrero de 1752, finalmente, el concejo real (Conseil du Roi) les retiró el permiso de impresión a los dos primeros volúmenes de la Encyclopédie. La declaración explicativa afirmaba que no solo habían tratado de socavar la autoridad del rey, sino que también habían promovido «los fundamentos del error, la corrupción de la moral, la irreligión y la incredulidad».

## En la corte de Federico II el Grande
El camino de De Prades al exilio lo llevó primeramente a los Países Bajos y, desde allí a Prusia, con la mediación de d'Alembert, Voltaire y del Jean-Baptiste de Boyer, marqués de Argens]]. Poco después de su llegada a la corte de Federico II el Grande este le prometió una prebenda en Silesia, le otorgó una pensión y lo nombró su lector. Unos días después del primer encuentro de De Prades con Voltaire, este último le escribió a su sobrina Marie-Louise Denis:

C’est je vous jure le plus drôle d’hérésiarque qui ait jamais été excommuniqué. Il est gai, il est aimable, il supporte en riant sa mauvaise fortune.
Te juro que es el hereje más divertido que jamás haya sido excomulgado. Es alegre, amable, soporta riendo su mala fortuna.

En Prusia, De Prades completó una defensa de su tesis doctoral en dos partes, bajo el título Apologie de Monsieur l’abbé de Prades. Diderot escribió una tercera parte bajo el nombre de De Prades y las tres partes se imprimieron clandestinamente en París. Aún en 1752, se publicó un folleto titulado  Le Tombeau de la Sorbonne  (La tumba de la Sorbona), en el que la autoría de De Prades no se aclaró finalmente, pero sí es muy probable y donde en forma satírica hablaba mal de todos aquellos que habían condenado la tesis de De Prades. Sin embargo, ya en 1754, De Prades cambió su posición e incluso rechazó sus propias tesis. El motivo principal de este cambio fue su situación financiera, la que tenía esperanzas de mejorar acercándose a la Iglesia Católica. La estrategia fue exitosa: el papa Benedicto XIV, quien había condenado la tesis de De Prades aún a principios de marzo de 1752, lo reintegró a la Iglesia Católica y la facultad de teología de la Sorbona le restituyó sus títulos académicos.
Como lector y secretario privado de Federico II el Grande, De Prades estaba en una relación muy estrecha con el rey de Prusia. En su orgullo por esta influencia dejaba caer tan frecuentemente el comentario le roi m’a dit («el rey me ha dicho») que finalmente en la corte lo llamaban l’abbé le roi m’a dit («el abate 'el rey me ha dicho'»). 

### Espionaje, prisión y últimos años en Silesia
Justo al comienzo de la Guerra de los Siete Años De Prades fue declarado culpable de espionaje al servicio de Francia y encarcelado en 1757 en Magdeburgo. Diderot y Voltaire se sorprendieron por la traición de De Prades a Federico. Diderot le dijo a su amante Sophie Volland "¡Qué hombre tan malvado!" y Voltaire concluyó una opinión sobre el caso en una carta a Federico II con las palabras "Oh, el mejor de todos los mundos posibles, ¿dónde estás?"
Después del fin de la guerra, De Prades fue desterrado a Silesia por Federico II. Gracias a las más de 30 000 libras, que había quitado en el juego a sus compañeros de cárcel durante su prisión en Magdeburgo y a sus ingresos eclesiásticos, llevó una vida cómoda, con sus propios sirvientes. Aquejado de un trastorno mental, murió en 1782 en Glogovia.